# Benito Sanz y Forés
Benito Sanz y Forés (Gandia, 21 marzo 1828 – Madrid, 1º novembre 1895) è stato un cardinale e arcivescovo cattolico spagnolo.

## Biografia

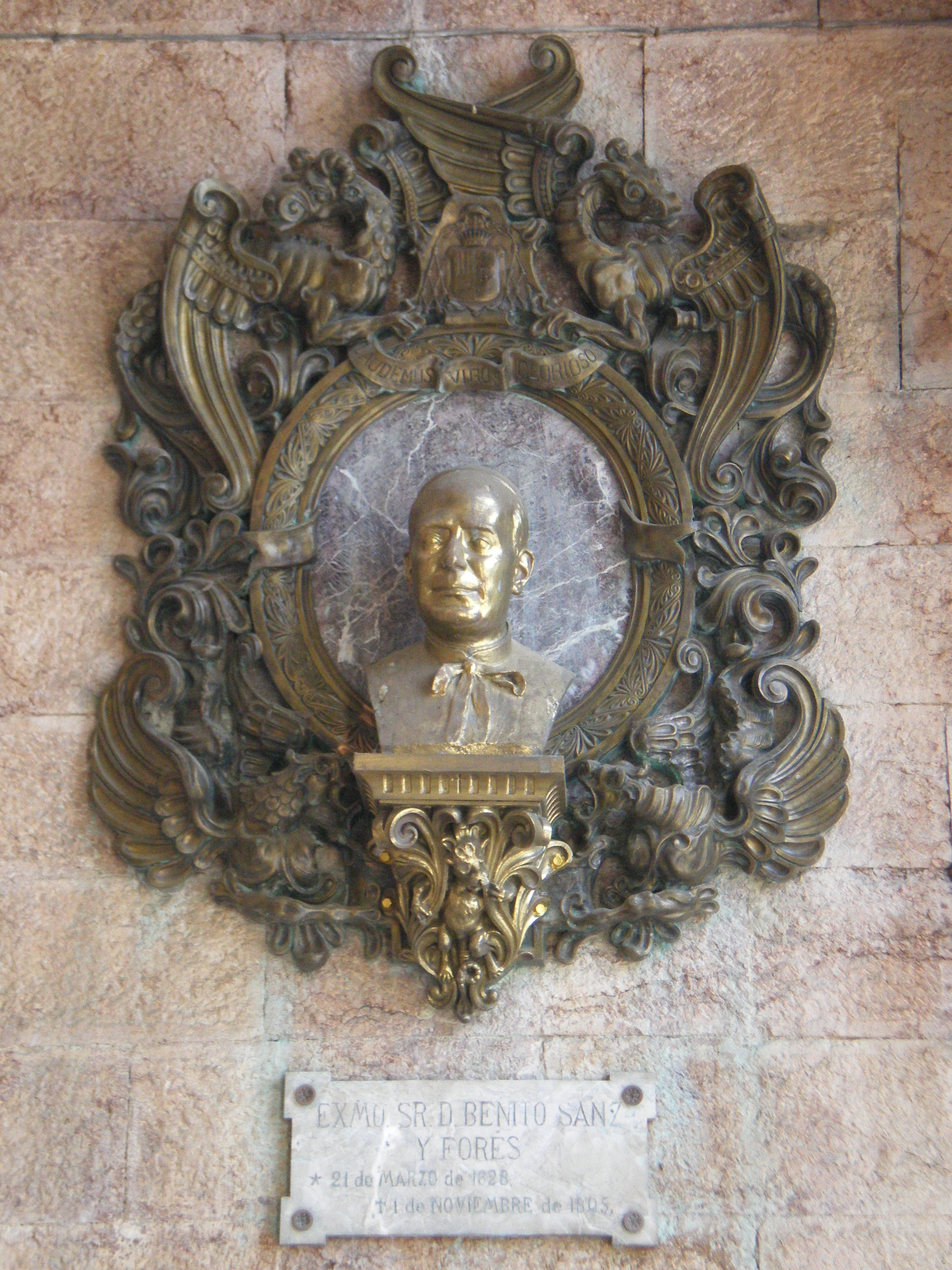
Busto del cardinale presso l'entrata della basilica di Covadonga

Nacque a Gandía il 21 marzo 1828. Il 22 giugno 1868 fu eletto vescovo di Oviedo. Il 18 novembre 1881, papa Leone XIII lo nominò arcivescovo metropolita di Valladoild, e successivamente lo trasferì alla sede di Siviglia il 30 dicembre 1889.
Papa Leone XIII lo elevò al rango di cardinale nel concistoro del 16 gennaio 1893. Il 15 giugno dello stesso anno ricevette la berretta cardinalizia e il titolo di Sant'Eusebio.
Morì a Madrid il 1º novembre 1895 all'età di 67 anni.
È sepolto nella cattedrale di Siviglia.

## Genealogia episcopale e successione apostolica
La genealogia episcopale è:
- Cardinale Scipione Rebiba
- Cardinale Giulio Antonio Santori
- Cardinale Girolamo Bernerio, O.P.
- Arcivescovo Galeazzo Sanvitale
- Cardinale Ludovico Ludovisi
- Cardinale Luigi Caetani
- Cardinale Ulderico Carpegna
- Cardinale Paluzzo Paluzzi Altieri degli Albertoni
- Papa Benedetto XIII
- Papa Benedetto XIV
- Cardinale Enrico Enriquez
- Arcivescovo Manuel Quintano Bonifaz
- Cardinale Buenaventura Córdoba Espinosa de la Cerda
- Cardinale Giuseppe Maria Doria Pamphilj
- Papa Pio VIII
- Papa Pio IX
- Cardinale Alessandro Franchi
- Cardinale Benito Sanz y Forés

La successione apostolica è:
- Vescovo Antonio Ibáñez y Galiano (1881)
- Vescovo Luis Felipe Ortiz y Gutiérrez (1886)
- Vescovo Manuel Santander y Frutos (1887)
- Cardinale Juan Soldevilla y Romero (1889)
- Arcivescovo José Meseguer y Costa (1890)
- Vescovo Vicente Alonso y Salgado, Sch.P. (1894)